# Bungendore
Bungendore är en ort i Australien. Den ligger i kommunen Palerang och delstaten New South Wales, i den sydöstra delen av landet, omkring 220 kilometer sydväst om delstatshuvudstaden Sydney.
Runt Bungendore är det mycket glesbefolkat, med 4 invånare per kvadratkilometer.. Bungendore är det största samhället i trakten. 
Trakten runt Bungendore består i huvudsak av gräsmarker. Genomsnittlig årsnederbörd är 990 millimeter. Den regnigaste månaden är februari, med i genomsnitt 169 mm nederbörd, och den torraste är maj, med 39 mm nederbörd.